# Вотерґейтський комплекс

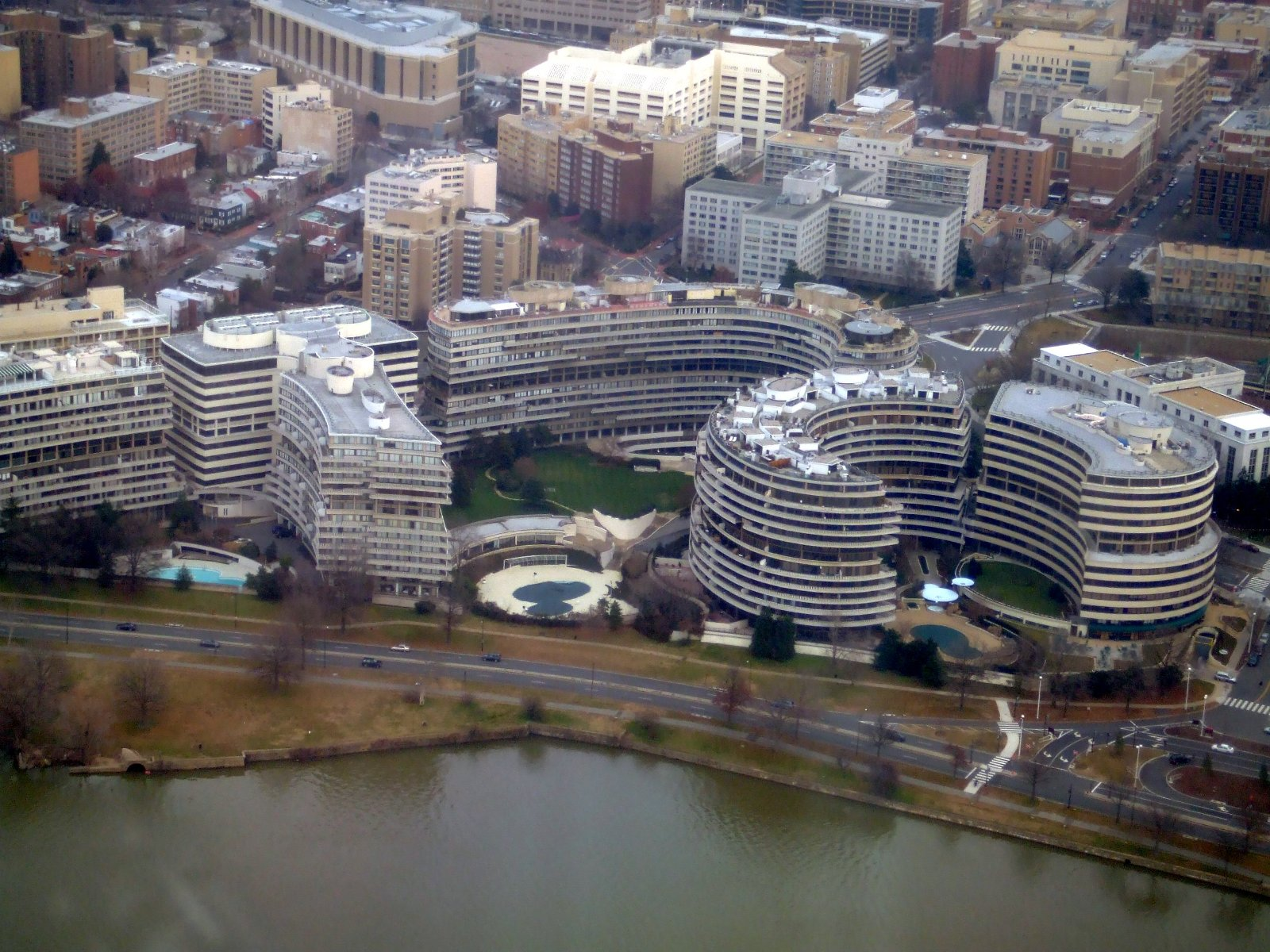
Комплекс «Вотерґейт»

Вотерґейт (англ. Watergate) — архітектурний комплекс у північно-західному Вашингтоні, збудований у 1962–1967 роках. Комплекс містить готель, офісні та житлові будови. Більше відомий через так званий «Вотерґейтський скандал», наслідком якого стало дострокове припинення повноважень Річарда Ніксона.
Комплекс було збудовано італійською фірмою «Società Generale Immobiliare», серед головних архітекторів — Луїджі Моретті, Борис Тімченко та інші. Назва походить від англійських слів «вода» та «ворота», Вотерґейт розташований на березі річки Потомак. У 2005 році Вотерґейт додано в Національний реєстр історичних місць США.
Побудований між 1963 і 1971 роками, Уотергейт вважався одним із найбажаніших житлових приміщень Вашингтона, популярним серед членів Конгресу та політичних призначенців виконавчої влади. З 1980-х років комплекс продавався кілька разів. Протягом 1990-х років він був розділений, а його складові будівлі та частини будівель були продані різним власникам.